# Norr Mälarstrands strandpromenad

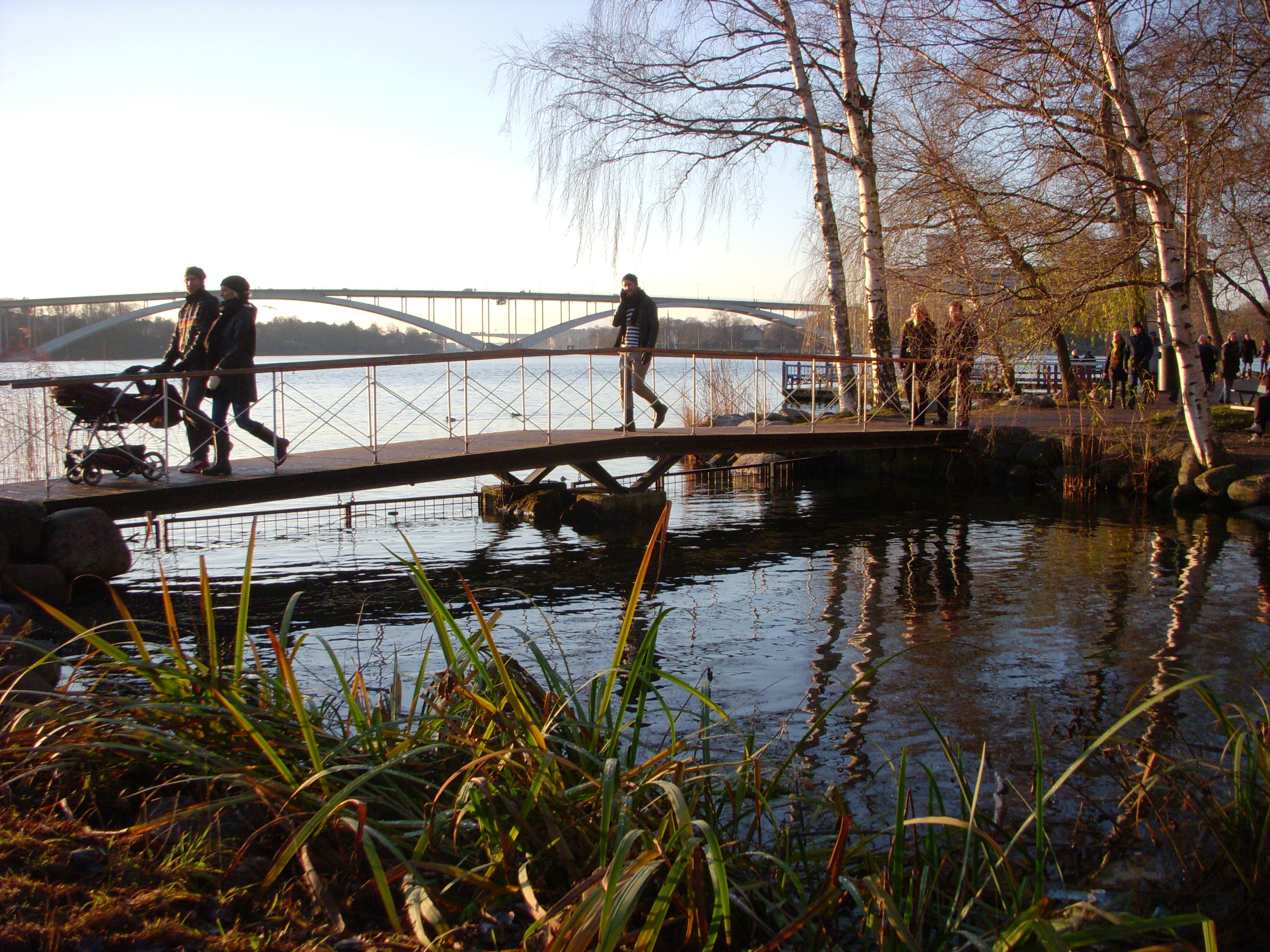
Norr Mälarstrands strandpromenad, hösten 2009.

Norr Mälarstrands strandpromenad är ett parkstråk längs Norr Mälarstrand på Kungsholmen i Stockholm. Parken börjar i väst vid Rålambshovsparken, och sträcker sig cirka 800 meter i ostlig riktning längs Riddarfjärden fram till Kungsholmstorg. Strandpromenaden fortsätter sedan österut ända fram till Stockholms stadshus.
Tillsammans med Rålambshovsparken och Fredhällsparken utgör Norr Mälarstrands park det cirka 2,7 kilometer långa "Kungsholmens parkstråk" genom södra Kungsholmen. Genom Kristinebergs strandpark, som anlades 2009-2010 får den även en parkförbindelse ända till Ulvsundasjön.

## Historik
År 1941 påbörjades anläggningsarbetena av parkstråket mellan Rålambshovsparken och Polhemsgatan och 1943 var hela sträckan fram till Kungsholmstorg färdig. Ritningarna till parken upprättades av Stockholms stadsträdgårdsmästare Holger Blom och hans medarbetare Erik Glemme i den då rådande funktionalistiska parkstilen, som blev känd under namnet Stockholmsstilen.
På den smala remsan mellan gatan och vattnet åstadkom Blom och Glemme en omväxlande park med ett slingrande promenadstråk, små broar, lekplatser samt ett café med en paviljong ute i Riddarfjärden; Mälarpaviljongen.  Denna vattenpaviljong står på pålar i vattnet och har en liten fiskestuga som förrådsbyggnad. Tre små bryggor utnyttjas som viloplatser och påminner om de många privata bryggor som fanns här en gång i tiden.
Den ursprungliga planteringen, som är i stort bevarad, bestod av dungar med al, pil, poppel och björk, däremellan finns böljande gräsmattor och i strandkanten inhemska vattenväxter. Parken utgör Norr Mälarstrands södra gångbana längs vattnet och bildar en kontrast till den hård trafikerade gatan.

### Historiska bilder

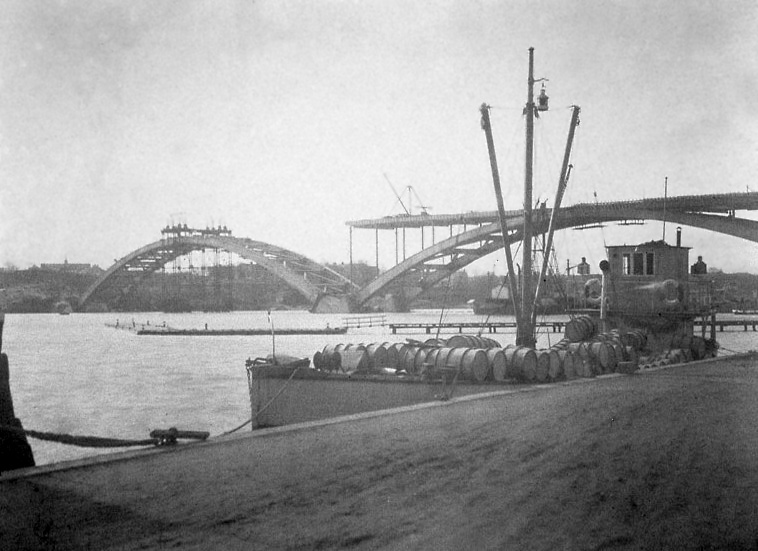
Kajområdet innan parken anlades, vy mot Västerbron (1934–1935).
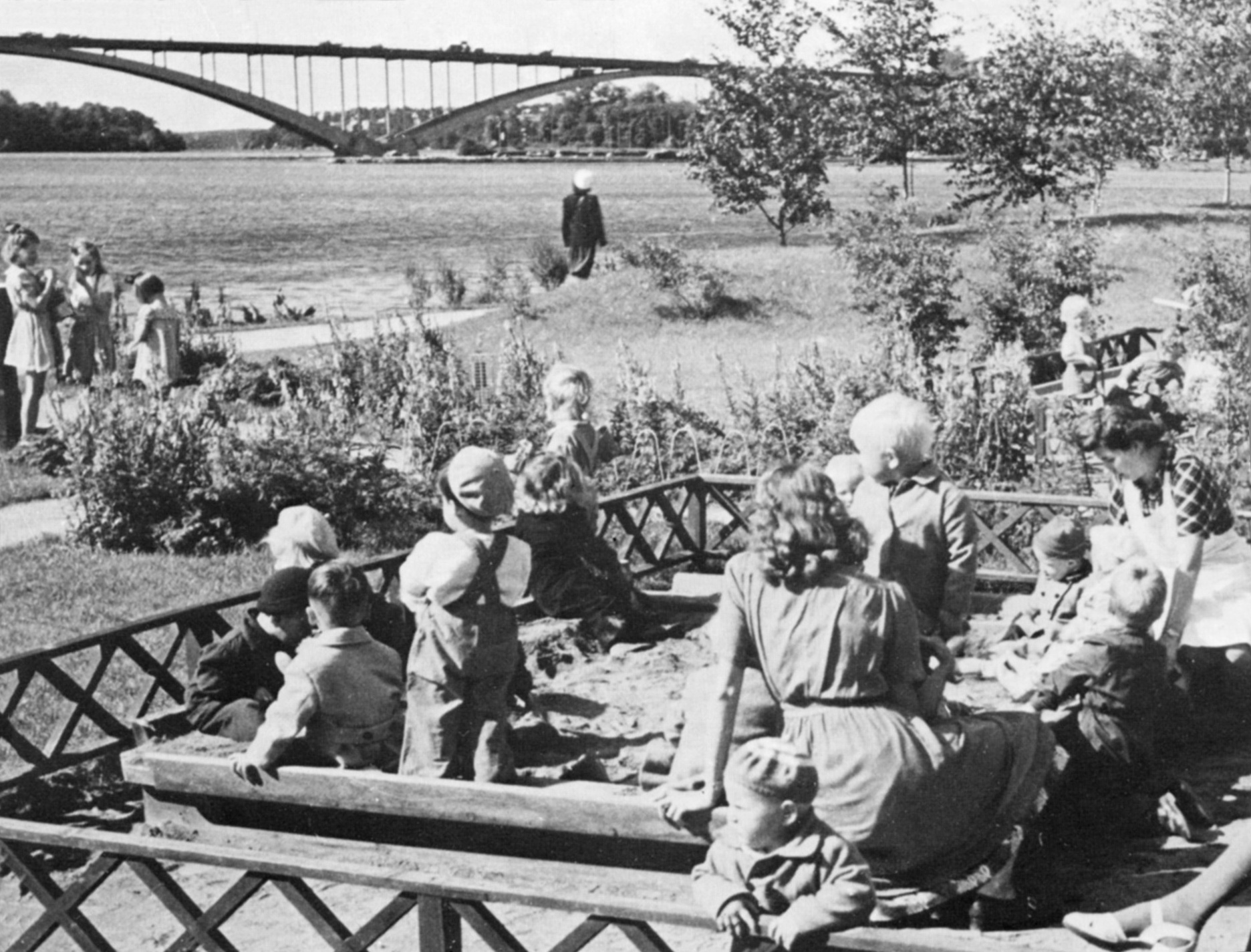
Parken är färdigställd, sandlådelekplatsen på 1940-talet.
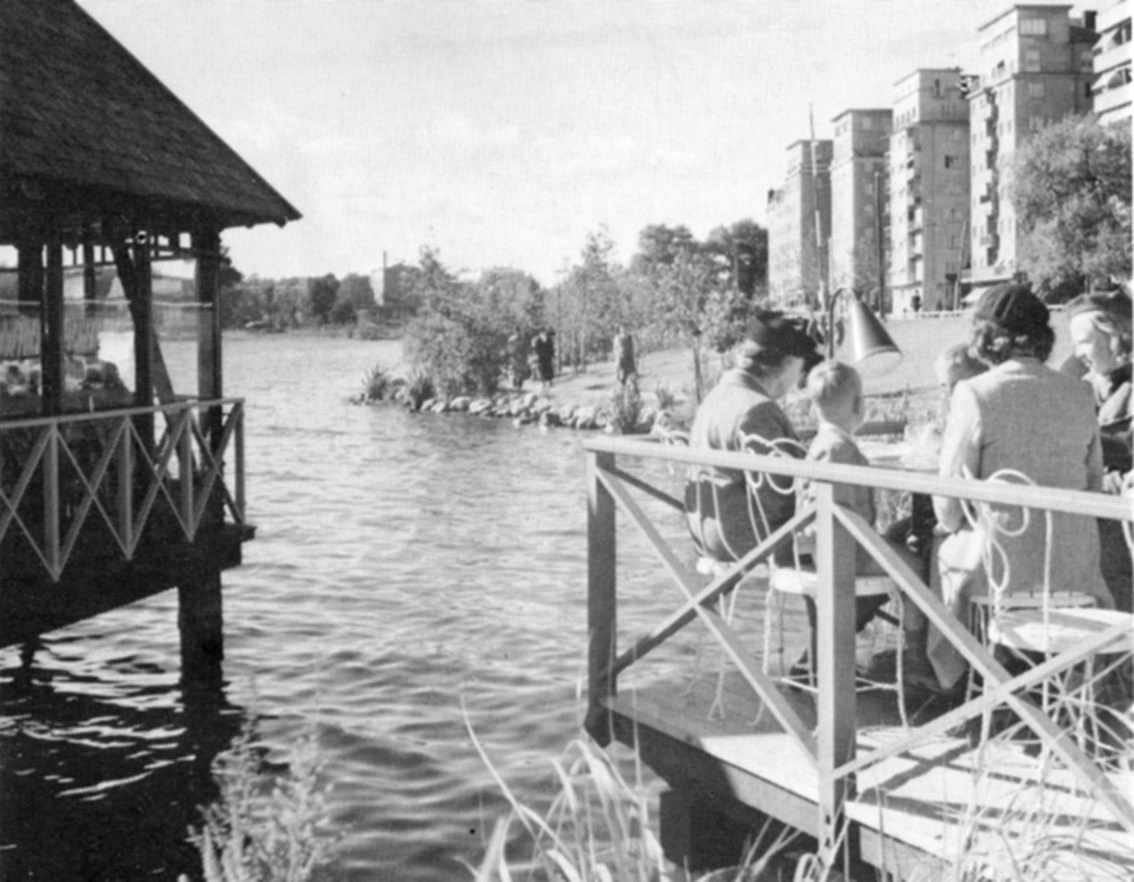
Serveringen på pålar i vattnet (nuv. Mälarpaviljongen) på 1940-talet.
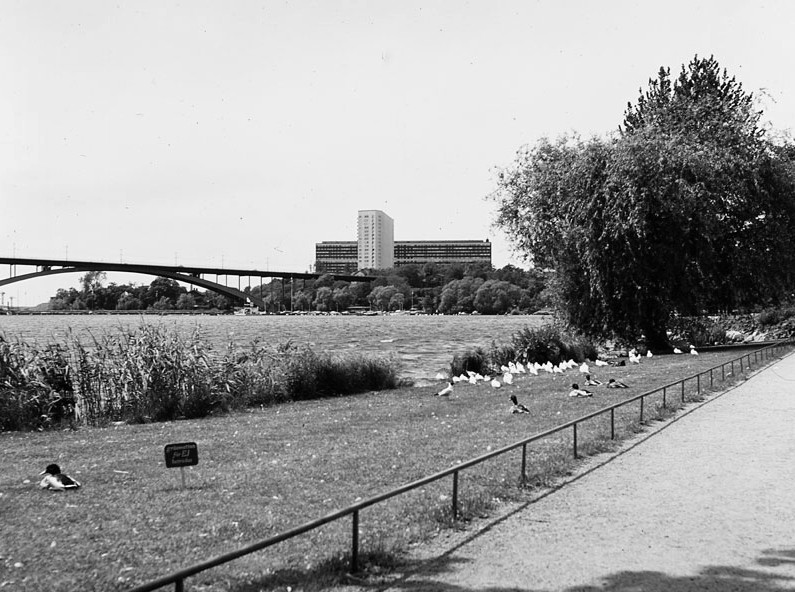
Parkstråket på 1960-talet. Observera skylten "Gräsmattan får ej beträdas".

## Parken idag
År 1975 restes skulpturen Fabeldjur av Margot Hedeman. Parken renoverades åren 2002–2003, då utfördes delvis ny strandskoning, nya växter planterades och ny lekutrustning sattes upp. Lekplatsen har fortfarande det utseendet som på Bloms originalritning från 1940-talet. Andra originalinslag i parken är Utsiktsplatsen som är utformad med material som ofta finns i de parker som Blom och Glemme getsaltade, granitmurar, smidesräcken och soffor. I Vilan finns tre olika sittmöbler som utformades som en tron, en modern sitt- och liggsoffa samt en vilstol i betong.
Parken fortsätter mot öst som en strandpromenad ända fram till Stockholms stadshus. Åren 2008–2009 har kajen reparerats, nya parkbänkar ställts upp och planteringen setts över.

### Nutida bilder

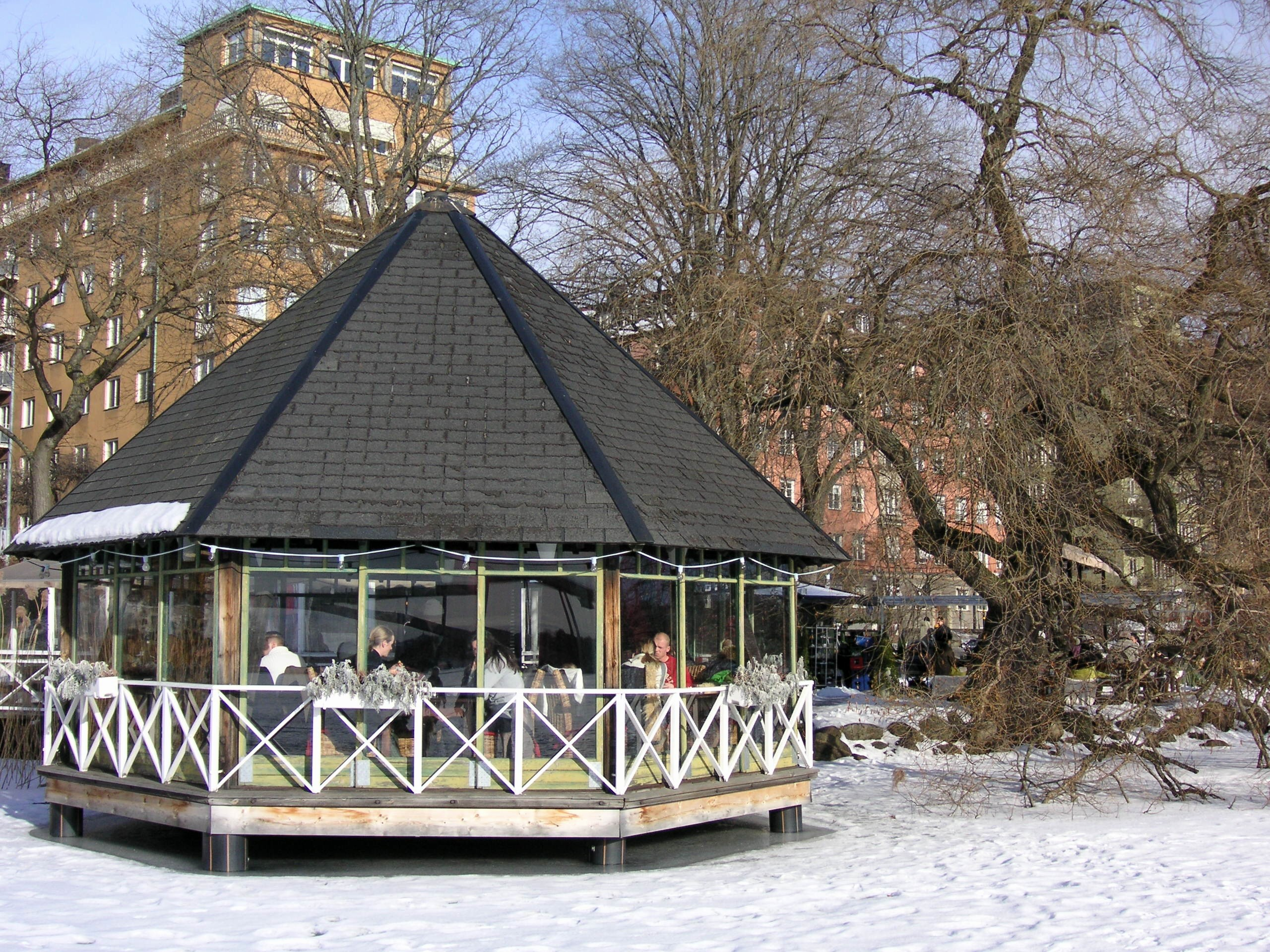
Mälarpaviljongen, vintern 2006.
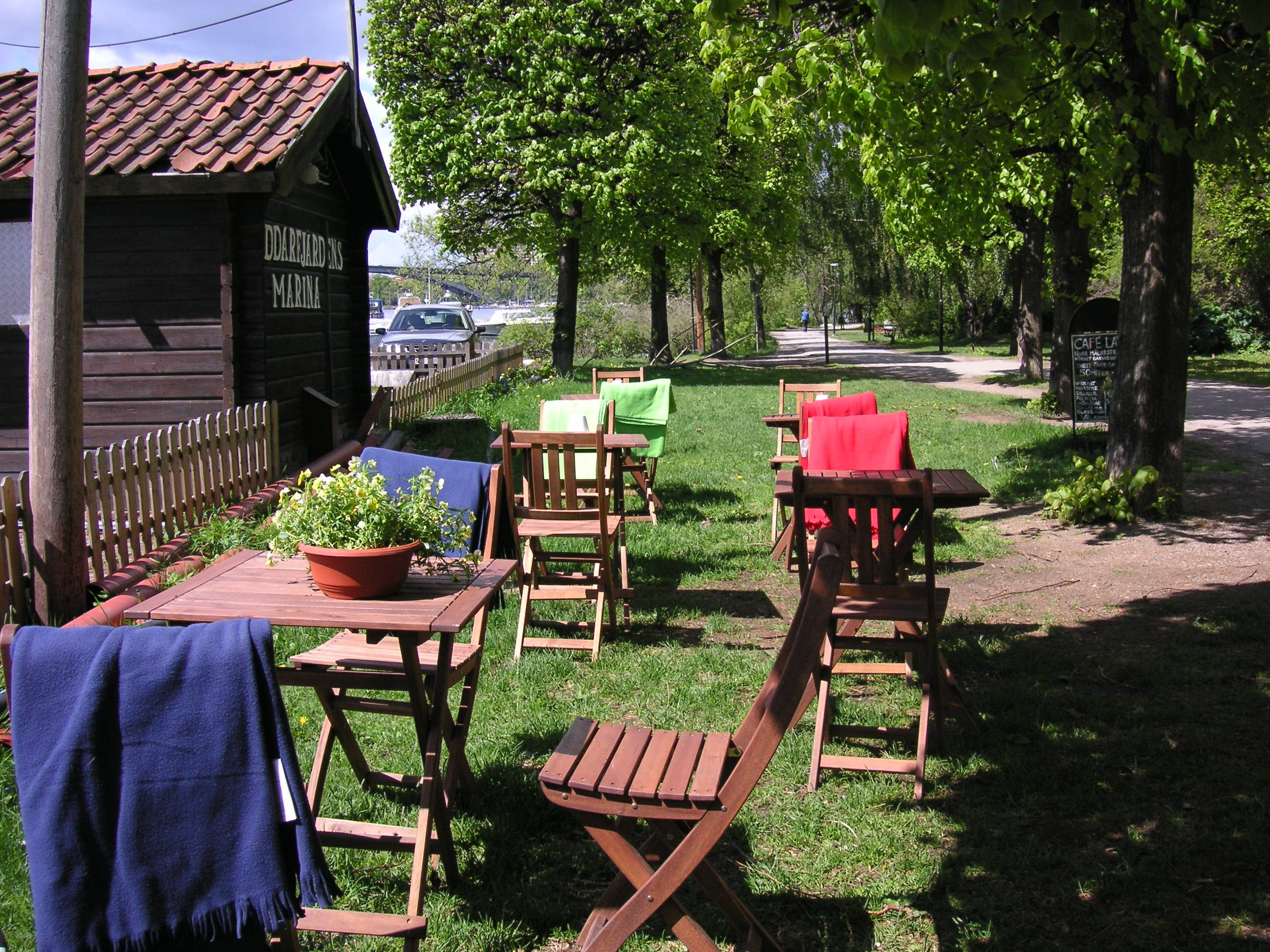
Parkståket mot öst, sommaren 2006.
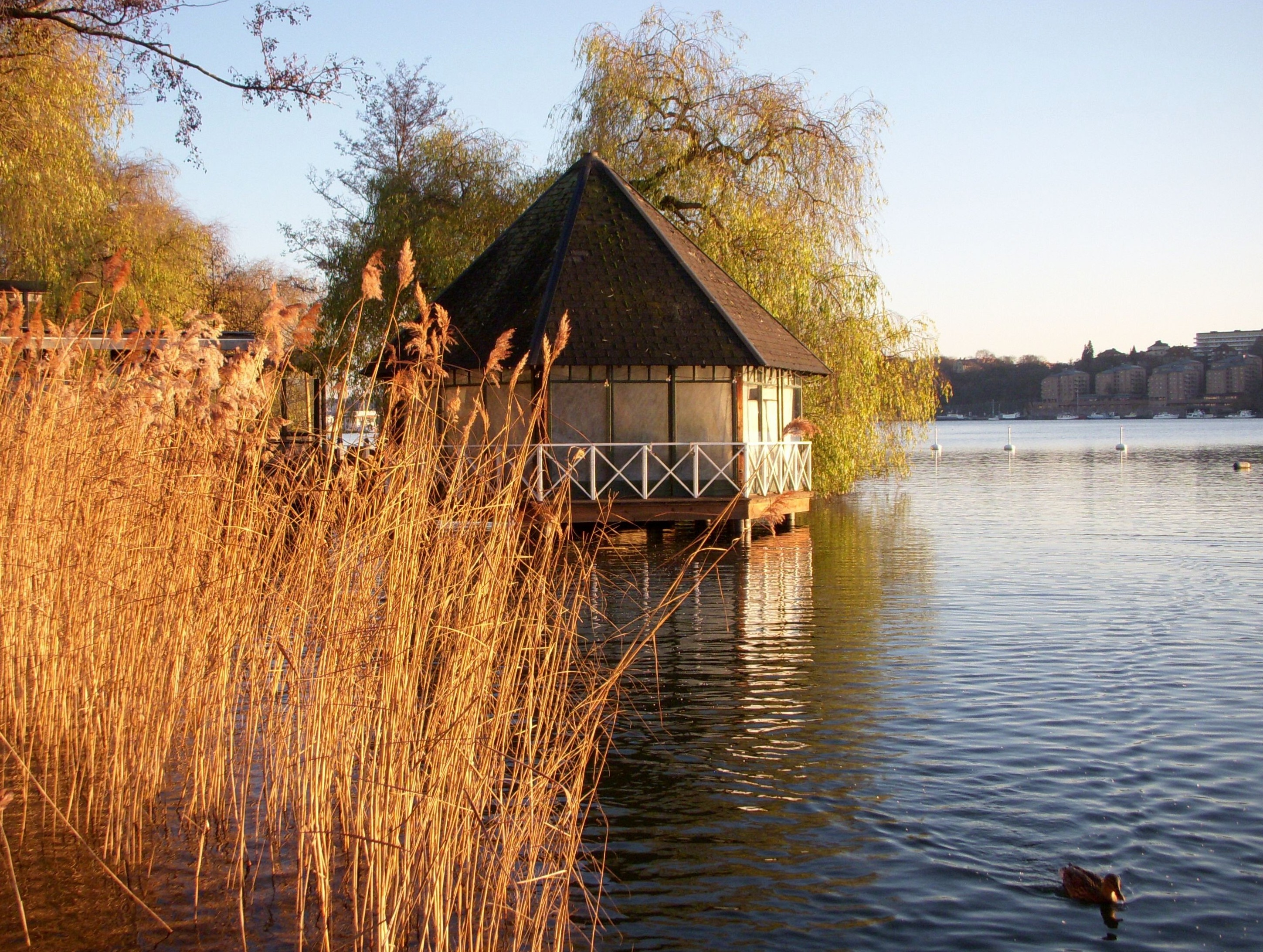
Mälarpaviljongen på hösten 2009.
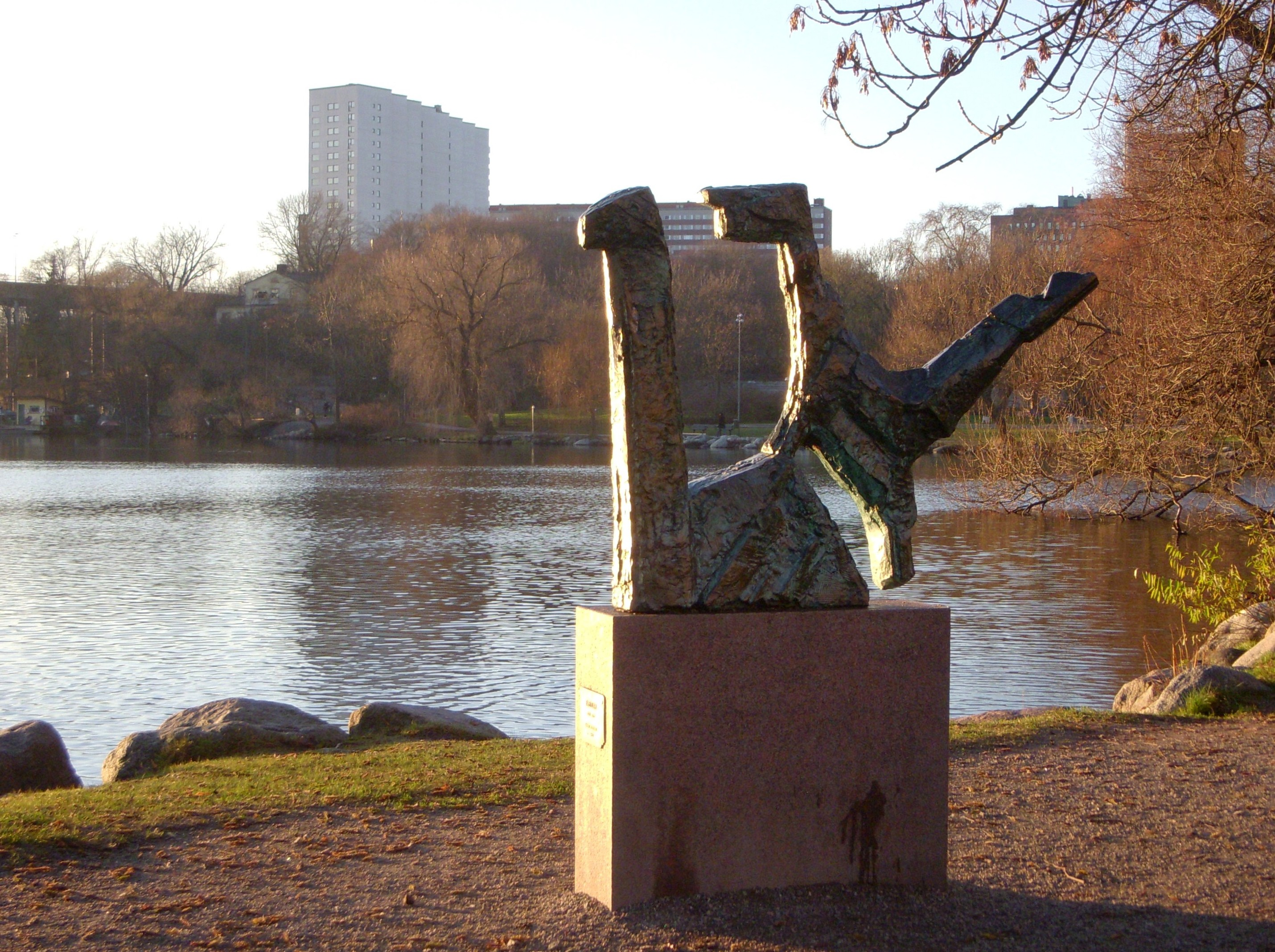
Skulpturen "Fabeldjur".